# Poslové míru OSN
Poslové míru OSN (anglicky United Nations Messengers of Peace) je titul, který uděluje Organizace spojených národů „vynikajícím jednotlivcům pečlivě vybraným z oblasti umění, hudby, literatury a sportu, kteří souhlasili pomoct soustředit světovou pozornost na práci Spojených národů“.
Poslové jsou vybráni nejprve na dobu 3 let, i když tři ze současných 12 poslů – Michael Douglas, Elie Wiesel a Jane Goodallová slouží víc než 10 let.
Koncept poslů míru byl připojen v roce 1998 jako hlavní dodatek k systému vyslanců dobré vůle OSN a čestných vyslanců, které vybírají různé agentury OSN od roku 1954, kdy UNICEF jmenovala Dannyho Kaye prvním vyslancem dobré vůle.
Zatímco vyslanci dobré vůle a čestní vyslanci propagují práci příslušné agentury OSN, poslové míru mají propagovat práci OSN obecně a jsou jmenováni přímo generálním tajemníkem OSN.
V seznamu poslů míru OSN je uveden také herec Edward Norton, který byl v roce 2010 jmenován vyslancem dobré vůle pro biodiverzitu. Je v tomto směru výjimkou proto, že byl jmenován do této role jako první v historii rovněž generálním tajemníkem OSN.

## Seznam poslů míru
Řazeno podle data uvedení, případně podle abecedy.
- Michael Douglas – herec, od roku 1998
- Elie Wiesel – spisovatel, filosof a politický aktivista, od roku 1998
- Jane Goodallová – etoložka primátů, od roku 2002
- princezna Haya Bint Al Hussein – jordánská princezna, humanitární aktivistka, od roku 2007
- Yo-Yo Ma – violoncellista, od roku 2006
- Edward Norton – herec, od roku 2006
- Daniel Barenboim – dirigent a klavírista, od roku 2007
- Paulo Coelho – spisovatel, od roku 2007
- Midori Gotóová – houslistka, od roku 2007
- Charlize Theronová – herečka, od roku 2008
- Stevie Wonder – hudebník a zpěvák, od roku 2009
- Lang Lang – klavírista, od roku 2013
- Leonardo DiCaprio – herec, od roku 2014

### Bývalí poslové
- Enrico Macias – zpěvák a hudebník, od roku 1997
- Muhammad Ali – boxer, od roku 1998
- Anna Cataldiová – lidskoprávní aktivistka, 1998–2007
- Luciano Pavarotti – operní pěvec, 1998–2007
- Vidžaj Armitraž – tenista, 9. února 2001–2006
- Wynton Marsalis – jazzový trumpetista, od 20. března 2001
- George Clooney – herec, 2008–2014[2]
- Wangari Maathaiová – environmentální a politická aktivistka, prosinec 2009–2011